# Ligue du Languedoc-Roussillon de football
La Ligue du Languedoc-Roussillon de football était un organe fédéral dépendant de la Fédération française de football créé en 1979 et chargé d'organiser les compétitions de football au niveau du Languedoc-Roussillon jusqu'en 2016.
Alors que la première organisation regroupant des clubs de la région est fondée à Cette en 1906, sous l’impulsion des puissants Olympique de Cette et SC Nîmois, la première Ligue exclusivement consacrée au football  n'apparait qu'à la fin de la Grande Guerre, la Ligue du Midi de Football Association (LMFA). Cette dernière laisse dès 1919, la place à la FFFA qui donne naissance à la Ligue du Sud-Est regroupant les clubs de Provence-Alpes-Côte d'Azur et du Languedoc-Roussillon. La Ligue du Languedoc-Roussillon de football naît officiellement le 1er décembre 1979 lors de l'assemblée générale des clubs de la région après une scission avec la Ligue de la Méditerranée de football afin de diminuer le nombre de clubs par Ligue. Le 19 novembre 2016, lors de deux assemblées générales extraordinaire en parallèle, la Ligue de Midi-Pyrénées absorbe la Ligue du Languedoc-Roussillon pour former la Ligue de football d'Occitanie.
La LLR qui avait son siège à Montpellier, comptait quatre districts calqués sur les départements de l'Aude, de l'Hérault, des Pyrénées-Orientales et sur le regroupement du Gard-Lozère. Le dernier président de la Ligue est Maurice Martin du 23 juin 2012 au 19 novembre 2016.
La principale compétition organisée par la Ligue était le championnat de Division d'Honneur du Languedoc-Roussillon qui donnait le droit à son vainqueur de participer au championnat de France amateur 2. La Ligue s'occupait également d'organiser les premiers tours de la Coupe de France de football et de gérer le football féminin régional.

## Histoire

### Les anciens comités et ligues du Languedoc

#### 1906-1919: L'époque USFSA, LMFA et FGSPF
Jusqu'en 1906, le sport languedocien (et notamment le football) est géré par le Comité du Sud de l'USFSA basé à Toulouse. Le 19 mars 1906, un Comité du Languedoc est créé à Cette avec une vocation omnisports chère à l'USFSA. La commission football-association de ce comité est présidée par le Docteur Dollard et est composée entre-autres de Iburg Lowemberg et Paul Bazy, deux joueurs de l'Union Sportive des Étudiants Montpelliérains (USEM).
Elle prend en charge les affaires du football dès la saison 1906-1907, organisant le 1er championnat USFSA du Languedoc remporté par l'Olympique de Cette devant le Sporting Club Nîmois, l'Union Cycliste de Vergèze et le Crabe Sportif de Marseillan. Les Cettois remportent d'ailleurs tous les championnats entre 1907 et 1914, excepté celui de la saison 1907-1908 remporté par le Sporting Club Nîmois.
En 1911, l'USFSA met en place une compétition inter-régionale, la Coupe Ingham, opposant des sélections des comités régionaux. Le Languedoc est battu en finale par la Bretagne (1-3) le 27 février 1912, puis par Paris (2-3) la saison suivante dans la ville de Cette.
La Grande Guerre met le football entre parenthèses en 1914, mais dès mars 1916, les activités du Comité du Languedoc de l’USFSA reprennent sous l’impulsion d’un comité régional provisoire pour les temps de guerre. Mais l'USFSA perd sa suprématie en matière de football avec la création de la Ligue du Midi de Football Association (LMFA) en décembre 1916. La plupart des grands clubs languedociens et du Sud-Ouest rejoignent cette nouvelle entité, qui est divisée en 3 districts (Montpellier, Bordeaux, Toulouse). Le district montpelliérain organise un championnat du Languedoc entre 1917 et 1919.
Cependant, l'USFSA et la LMFA n'ont pas l'exclusivité du football en Languedoc, puisque la FGSPF qui fédère les patronages catholiques, met également en place un championnat du Languedoc en 1913 et 1914, tous deux remportés par le Sport Club Montpelliérain.

#### 1919-1979: La Ligue du Sud, la Ligue du Sud-Est puis la Ligue de la Méditerranée
En avril 1919, la FFFA, tout juste créée, attire la plupart des clubs issus des différentes fédérations qui finissent par disparaitre. Des ligues régionales sont créées au sein de cette FFFA..
Dans un 1er temps, les clubs languedociens sont prévus se retrouver dans une Ligue du Midi (couvrant tout le Sud-Ouest de la France), héritière de la LMFA. Mais finalement, ils intègrent la Ligue du Sud (LSFA), qui reprend les contours du district montpelliérain de la LMFA. Certains clubs nîmois appartiennent à la Ligue de Provence de la FFFA[réf. nécessaire]. Ce championnat de la Ligue du Sud est remporté par le FC Cette avant que cette dernière ne soit fusionnée en juin 1920, avec la Ligue de Provence au sein de la Ligue du Sud-Est.
Les clubs du Languedoc s'y retrouvent dans un district du Languedoc qui sera scindé en 1924 en 2 districts, le Languedoc et le Gard-Lozère. Le 6 novembre 1976, la Ligue change de nom et devient la Ligue de la Méditerranée de football.

### 1979 à 2016: La Ligue du Languedoc-Roussillon

#### 1979-1986: Jacques Fourcade
La Ligue de la Méditerranée de football devenant trop importante en nombre de clubs, il est décidé de lui soustraire la région Languedoc-Roussillon qui crée sa propre ligue[réf. nécessaire]. La création de la Ligue est votée le 30 juin 1979 par l'assemblée fédérale, à la suite de la proposition du Conseil fédéral du 15 mars 1979. Elle est officiellement fondée le 1er décembre 1979 par l'Assemblée Générale des Clubs de la région Languedoc-Roussillon. Elle englobe les départements de l'Aude, du Gard, de l'Hérault, de la Lozère et des Pyrénées-Orientales et est divisée en 4 districts, celui de l'Aude, du Gard-Lozère, de l'Hérault et des Pyrénées-Orientales.
Le 1er juin 1980, les clubs des cinq départements concernés quittent définitivement la Ligue de la Méditerranée de football.
C'est ainsi que le 7 juin 1980 est élu le premier comité de direction de la Ligue, mais le président fraichement élu, Jacques Fourcade, n'avait pas attendu cette date pour préparer le terrain de ce nouvel organisme régional. Avec les membres du comité provisoire, il avait mis en place des moyens administratifs (personnel permanent et principales commissions), afin que les différentes démarches des clubs pour la saison 1980-1981 s'effectuent selon les modalités et dans les délais réglementaires. Grâce à sa force de conviction et à sa volonté, il obtient de la fédération et de la ligue de la Méditerranée, les subventions nécessaires à l'installation et au fonctionnement de ces nouvelles instances en attendant leur autonomie financière.
Le nouveau président avait également un autre défi à relever, puisqu'il devait trouver un local dans une ville de Montpellier en pleine expansion et soumise à d'importants aménagements urbains. Cependant, ses talents de négociateur ont convaincu Georges Frêche, alors maire de la ville, de louer à la ligue, moyennant un loyer de 51 francs par trimestre, l'un des anciens baraquements de l'armée dans le parc jouxtant le Pont Juvénal. Après cinq années dans ces locaux, et n'ignorant rien de la précarité du siège voué à une prochaine démolition, le "patron" de la ligue a entrepris les démarches pour construire un gîte définitif pour la LLR.
C'est ainsi que naît la "Maison du Football" conçue par le président Fourcade, soucieux de léguer au football régional un outil de travail moderne et fonctionnel. Il ne verra pas son œuvre achevée puisqu'il meurt le 30 août 1985 de sa maladie[Laquelle ?]. Quelques mois plus tard, le 2 février 1986, Léonce Gay accueille Madame Fourcade, les plus hautes autorités du football national, ainsi que les personnalités de la ville et de la région pour la double inauguration de la "Maison du Football" et de l'avenue Jacques Fourcade.
Sur le plan sportif, il faut noter que le premier championnat de Division d'Honneur du Languedoc-Roussillon a lieu lors de la saison 1980-1981 et est remporté par l'équipe réserve du Montpellier Paillade Sport Club. À noter également que dès la saison 1981-1982, la ligue crée une coupe réservée aux féminines, alors que son équivalente masculine ne verra le jour qu'en 1988.

#### 1986-1992: Léonce Gay
Léonce Gay est élu président de la Ligue le 14 juin 1986, sous sa présidence, la ligue se dote d'une coupe du Languedoc-Roussillon Seniors en 1988 et de coupes régionales pour les jeunes en 1992.

#### 1993-2012: Roger Gaubert
Roger Gaubert est élu président de la Ligue le 13 mars 1993, sous sa présidence, la ligue remporte la coupe nationale des minimes en 1993 et organise deux évènements majeurs : les Jeux méditerranéens de 1993 avec la participation de l'équipe de France espoirs, dans les villes d'Alès, de Nîmes et de Mende et la phase finale du Championnat d'Europe espoirs de 1994 à Nîmes et à Montpellier.

#### 2012-2016: Maurice Martin
En 2016, à la suite de la réforme territoriale, la FFF sous la pression du gouvernement oblige la Ligue de Midi-Pyrénées à absorber la Ligue du Languedoc-Roussillon afin de calquer l'organisation du football amateur sur les nouvelles régions administratives. Cette fusion a lieu le 19 novembre 2016 et met fin à 57 ans de vie de la Ligue languedocienne.

## Les clubs de la Ligue au niveau national

### Palmarès principal des clubs de la LLR
Parmi les clubs de la LLR, seulement six clubs ont évolué en première division.
Si le FC Sète a remporté deux fois la compétition dans les années 1930, il a fallu attendre soixante-treize ans pour voir un club languedocien lui succéder comme champion de France et la victoire du Montpellier HSC en 2012. Notons tout de même que ces deux clubs ont remporté deux coupes de France chacun, et sont les seuls clubs régionaux à avoir réussi cette performance.
Le Nîmes Olympique est le seul club régional à avoir remporté la coupe Charles Drago.
Les trois autres clubs passés par la première division n'y sont pas restés longtemps : l'Olympique d'Alès pour six saisons, le SC Nîmois pour trois saisons et l'AS Béziers pour une seule saison.
Un autre club, outre les six précédents, a atteint la deuxième division, il s'agit du Perpignan FC qui y a évolué durant quatorze saisons.
FC Sète
Championnat de France (2) : 1934* et 1939*
Coupe de France (2) : 1930* et 1934*
Montpellier Hérault SC
Championnat de France (1) : 2012
Coupe de France (2) : 1929* et 1990
Nîmes Olympique
Coupe Charles Drago (1) : 1956*
* Ces titres sont obtenus alors que les clubs sont affiliés à la Ligue du Sud-Est.
Domination du Languedoc-Roussillon de 1979 à 2017
- De 1979 à 2017 : club le mieux classé en division nationale.

* OM est l'abréviation d'Olympique Montpelliérain.

### Football féminin national
Seulement trois clubs féminins de la LLR ont atteint un niveau national, Division 1 ou Division 2, depuis leur création en 1974 :
Le Montpellier HSC qui évoluait lors de la saison 2016-2017, dernière saison avant la fusion au sein de la LFO, en Division 1 et qui possédait déjà de nombreux titres nationaux ainsi que deux participations à la Ligue des champions féminine de l'UEFA.
Le FF Nîmes Métropole Gard qui évoluait lors de cette même saison, en Division 2 après un court passage d'une saison dans l'élite.
L'ES Port-la-Nouvelle qui a évolué une saison en première division lors du Championnat de France 1986-1987 et qui n'existe plus.
Palmarès national des clubs régionaux
Montpellier Hérault SC
Championnat de France (2) : 2004 et 2005
Challenge de France/Coupe de France (3) : 2006, 2007 et 2009

## Palmarès
Il existe entre 1980 et 2018 deux divisions régionales organisées par la LLR, la Division d'Honneur et la Division d'Honneur Régionale. À partir de 1988, la ligue organise également la Coupe du Languedoc-Roussillon.
Il existe aussi une Division élite puis Division d'Honneur pour les féminines à partir de 1980.
| Saison    | Division d'Honneur                | Division d'Honneur Régionale   | Coupe du Languedoc-Roussillon | Division d'Honneur Féminine |
| --------- | --------------------------------- | ------------------------------ | ----------------------------- | --------------------------- |
| 1980-1981 | Montpellier Paillade SC rés.      | FC Sète rés.                   |                               | RC Paillade                 |
| 1981-1982 | ES Gallia Club Uzès               | US Canet Football              | ES Port-la-Nouvelle           |                             |
| 1982-1983 | US Canet Football                 | Pointe-Courte de Sète          | RC Paillade                   |                             |
| 1983-1984 | FC Sète rés.                      | La Clermontaise Football       | US Canet Plage                |                             |
| 1984-1985 | Perpignan FC                      | Stade Balaruc Les Bains        | RC Paillade                   |                             |
| 1985-1986 | US Canet Football                 | FC Narbonne                    | ES Port-la-Nouvelle           |                             |
| 1986-1987 | Olympique d'Alès en Cévennes rés. | FC Deveze Béziers              | ES Paulhan                    |                             |
| 1987-1988 | Stade SB La Grand-Combe           | Pointe-Courte de Sète          | RC Paillade                   |                             |
| 1988-1989 | Indépendante Pont-Saint-Esprit    | Perpignan FC                   | Montpellier Paillade SC rés.  | RC Paillade                 |
| 1989-1990 | Olympique d'Alès en Cévennes rés. | FA Carcassonne                 | Gallia Club Lunel             | ES Port-la-Nouvelle         |
| 1990-1991 | Racing Club Agathois              | Stade Beaucairois              | Entente Cressoise             | US Villasavary              |
| 1991-1992 | Montpellier Hérault SC 2e rés.    | Stade Meze                     | Nîmes Olympique rés.          | Montpellier Le Crès         |
| 1992-1993 | Stade Beaucairois                 | ES Gallia Club Uzes            | Gallia Club Lunel             | PI Vendargues               |
| 1993-1994 | FA Carcassonne                    | AS Frontignan AC               | Gallia Club Lunel             | Vendargues Fémina Foot      |
| 1994-1995 | UC Bagnols Jeunesse               | FU Narbonne                    | Stade Beaucairois             | Vendargues Fémina Foot      |
| 1995-1996 | ES Le Grau du Roi                 | Montpellier Hérault SC 2e rés. | Perpignan FC rés.             | ES Port-la-Nouvelle         |
| 1996-1997 | Entente Perrier Vergèze           | Stade Beaucairois              | Montpellier Hérault SC rés.   | Montpellier Le Crès rés.    |
| 1997-1998 | AS Frontignan AC                  | Pointe-Courte de Sète          | AS Frontignan AC              | Montpellier Le Crès rés.    |
| 1998-1999 | Gallia Club Lunel                 | Stade Beaucairois              | Montpellier Hérault SC rés.   | Montpellier Le Crès rés.    |
| 1999-2000 | Éveil mendois                     | US Grabels                     | FC Le Vigan                   | Montpellier Le Crès rés.    |
| 2000-2001 | Olympique d'Alès en Cévennes rés. | AS Chusclan Marcoule           | RCO Agathois rés.             | Montpellier Le Crès rés.    |
| 2001-2002 | AS Frontignan AC                  | AS Saint Chinian               | FC Petit Bard Montpellier     | Montpellier HSC rés.        |
| 2002-2003 | Castelnau Le Crès FC              | RCO Agathois rés.              | Nîmes Olympique rés.          | AS Saint-Christol-lès-Alès  |
| 2003-2004 | AS Frontignan AC                  | AS Lattoise                    | FC Sète rés.                  | Juvignac FCF                |
| 2004-2005 | FC Bagnols-Pont                   | ES Pont Du Gard                | FC Sète rés.                  | AS Juvignac                 |
| 2005-2006 | AS Saint Chinian                  | FC Petit Bard Montpellier      | FC Petit Bard Montpellier     | AS Saint-Christol-lès-Alès  |
| 2006-2007 | ES Uzès Pont du Gard              | La Clermontaise Football       | AS Puissalicon-Magalas        | AS Saint-Christol-lès-Alès  |
| 2007-2008 | Pointe-Courte de Sète             | AS Canet                       | Pointe-Courte de Sète         | AS Saint-Christol-lès-Alès  |
| 2008-2009 | Avenir sportif Béziers            | AS Fabrègues                   | CA Poussan                    | RC Saint-Jean-de-Védas      |
| 2009-2010 | FC Bagnols-Pont                   | Stade Beaucairois              | FC Albères-Argelès            | Montpellier HSC rés.        |
| 2010-2011 | FU Narbonne                       | USS Aigues-Mortes              | CA Poussan                    | Nîmes Métropole Gard rés.   |
| 2011-2012 | FC Sète                           | FCP Grande-Motte Littoral      | AS Fabrègues                  | Saint-Cyprien FA            |
| 2012-2013 | Olympique d'Alès en Cévennes      | Avenir Foot Lozère             | AS Fabrègues                  | Montpellier ASPTT           |
| 2013-2014 | AS Fabrègues                      | ES Uzès Pont du Gard rés.      | FC Sète rés.                  | FC Sète                     |
| 2014-2015 | ES Paulhan-Pézenas                | Perpignan CFC                  | FCP Grande-Motte Littoral     | Nîmes Métropole Gard rés.   |
| 2015-2016 | Avenir Foot Lozère                | CE Palavas                     | US Béziers                    | Montpellier ASPTT           |
| 2016-2017 | Canet Roussillon FC               | ES Pays d'Uzès                 | AS Perpignan Méditerranée     | Montpellier ASPTT           |
| 2017-2018 | Stade Beaucairois                 |                                |                               | Montpellier HSC rés.        |

Le record du nombre de titres de champion du Languedoc-Roussillon est détenu par l'Olympique d'Alès en Cévennes avec quatre titres à son actif.
Le record du nombre de titre obtenu en Coupe du Languedoc-Roussillon est détenu conjointement par le Montpellier Hérault SC, le FC Sète et le Gallia Club Lunel avec trois victoires chacun.
Chez les féminines, le record du nombre de titres de championne du Languedoc-Roussillon est détenu par le Montpellier Hérault SC qui a décroché douze titres sous différents noms (RC Paillade et Montpellier Le Crès).
| Club                              | Champ. | Coupe |
| --------------------------------- | ------ | ----- |
| Olympique d'Alès en Cévennes      | 4      | 0     |
| AS Frontignan AC                  | 3      | 1     |
| FC Bagnols-Pont                   | 3      | 0     |
| Montpellier Hérault SC            | 2      | 3     |
| FC Sète                           | 2      | 3     |
| US Canet Football                 | 2      | 0     |
| Avenir Foot Lozère                | 2      | 0     |
| Canet Roussillon FC,              | 2      | 1     |
| Stade Beaucairois                 | 2      | 1     |
| Gallia Club Lunel                 | 1      | 3     |
| AS Fabrègues                      | 1      | 2     |
| Racing Club Agathois              | 1      | 1     |
| Pointe-Courte de Sète             | 1      | 1     |
| Avenir sportif Béziers            | 1      | 0     |
| FA Carcassonne                    | 1      | 0     |
| Castelnau Le Crès FC              | 1      | 0     |
| Indépendante Pont-Saint-Esprit    | 1      | 0     |
| Stade Sainte-Barbe La Grand-Combe | 1      | 0     |
| ES Le Grau du Roi                 | 1      | 0     |
| FU Narbonne                       | 1      | 0     |
| Entente Perrier Vergèze           | 1      | 0     |
| AS Saint Chinian                  | 1      | 0     |
| ES Uzès Pont du Gard              | 1      | 0     |
| ES Gallia Club Uzès               | 1      | 0     |
| ES Paulhan-Pézenas                | 1      | 0     |
| FC Petit Bard Montpellier         | 0      | 2     |
| Nîmes Olympique                   | 0      | 2     |
| CA Poussan                        | 0      | 2     |
| FC Albères-Argelès                | 0      | 1     |
| Entente Cressoise                 | 0      | 1     |
| FC Le Vigan                       | 0      | 1     |
| AS Puissalicon-Magalas            | 0      | 1     |
| FCP Grande-Motte Littoral         | 0      | 1     |
| US Béziers                        | 0      | 1     |
| AS Perpignan Méditerranée         | 0      | 1     |

| Club                       | Champ. |
| -------------------------- | ------ |
| Montpellier HSC            | 13     |
| AS Saint-Christol-lès-Alès | 4      |
| ES Port-la-Nouvelle        | 4      |
| Vendargues Fémina Foot     | 3      |
| Montpellier ASPTT          | 3      |
| AS Juvignac                | 2      |
| Nîmes Métropole Gard       | 2      |
| US Canet Plage             | 1      |
| ES Paulhan                 | 1      |
| Saint-Cyprien FA           | 1      |
| FC Sète                    | 1      |
| RC Saint-Jean-de-Védas     | 1      |
| US Villasavary             | 1      |

| Département         | Champ. Masc. | Coupe | Champ. Fém. |
| ------------------- | ------------ | ----- | ----------- |
| Hérault             | 15           | 22    | 24          |
| Gard                | 15           | 4     | 6           |
| Pyrénées-Orientales | 4            | 3     | 2           |
| Aude                | 2            | 0     | 5           |
| Lozère              | 2            | 0     | 0           |

## Statistiques diverses
Évolution du nombre de clubs de la Ligue